# Change 123
Change 123 (ちぇんじ123, Chenji Hi-Fu-Mi)  é uma série de mangá escrita por Iku Sakaguchi e ilustrada por Shiuri Iwasawa. Esta comédia de ação segue Motoko Gettou, uma estudante normal do ensino médio, com um segredo não tão normal. Quando ela era criança, ela foi treinada por seus três pais artistas marciais  Submetido a treinamento físico e mental excessivo, Motoko desenvolveu três identidades divididas e distintas conhecidas como Hibiki, Fujiko e Mikiri. Coletivamente, eles se referem a si mesmos como HiFuMi. Cada habilidoso individualmente ganhou um domínio em habilidades de combate aprendidas com cada um de seus pais. Como Motoko tenta viver uma vida normal no ensino médio, ela parece se encontrar apenas nas situações mais difíceis, cortesia da HiFuMi.

## Enredo
Change 123 segue Kosukegawa Teruharu, um fã amante de justiça de Kamen Raider (uma paródia de Kamen Rider ) e Gettou Motoko, uma adolescente com transtorno de personalidade múltipla . Órfã desde cedo após a morte de sua mãe, ela foi levada por seus três pais, cada um dos quais é mestre em certo estilo de artes marciais ou em treinamento de combate. Sob os cuidados de cada pai, a infância de Motoko foi submetida a um treinamento excessivamente rigoroso, forçando-a a ponto de desenvolver três personalidades divididas, Hibiki, Fujiko e Mikiri, coloquialmente conhecidas como HiFuMi. Cada personalidade é individualmente qualificada em habilidades de combate aprendidas de cada mestre, assim também moldando suas personalidades. Kosukegawa acontece para testemunhar Hibiki chutando impiedosamente um homem pervertido quando uma Motoko chocada promete a Kosukegawa que ela fará qualquer coisa se ele não revelar seu segredo. Eles rapidamente se tornam amigos e Kosukegawa desenvolve sentimentos românticos por todas as personalidades de Motoko, e vice-versa. No entanto, Motoko acha que algo deve ser feito com as personalidades, já que seus atos aparentemente inconscientes de violência não podem continuar, e assim ela e Kosukegawa partem para supostamente livrar sua raiva latente e fundem suas personalidades em um único ser.

## Personagens
- Motoko Gettou
- Hibiki
- Fujiko
- Mikiri
- ZERO
- Teruharu "Hideo" Kosukegawa
- Kannami
- Takezou Kuruma
- Jin Hayase
- Tatsuya Rukawa

## Publicação
O mangá Change 123 foi publicada na revista Shonen Champion Red, de Akita Shoten, de junho de 2005 a junho de 2010. Um total de 12 volumes de coleta de capítulo tankōbon foram publicados no Japão de 20 de setembro de 2005 a 5 de julho de 2010. Além disso, um CD de drama baseado no mangá foi lançado.